# Васси (кантон)
Васси (фр. Vassy) — упраздненный кантон во Франции, находился в регионе Нижняя Нормандия. Департамент кантона — Кальвадос. Входил в состав округа Вир. Население кантона на 2006 год составляло 5716 человек.
Код INSEE кантона 1436. Всего в кантон Васси входило 14 коммун, из них главной коммуной являлась Васси.

## Коммуны кантона
- Берньер-ле-Патри — население 539 чел.
- Бюрси — население 362 чел.
- Шендолле — население 232 чел.
- Эстри — население 344 чел.
- Ла-Рок — население 96 чел.
- Ле-Дезер — население 77 чел.
- Ле-Тей-Бокаж — население 259 чел.
- Моншан — население 540 чел.
- Пьер — население 197 чел.
- Прель — население 257 чел.
- Рюлли — население 223 чел.
- Сен-Шарль-де-Перси — население 181 чел.
- Васси — население 1718 чел.
- Вьессуа — население 691 чел.